# Michael Conner Capel
Michael Conner Capel (né le 19 mai 1997 à Katy, Texas) est un joueur de baseball américain évoulant au poste de voltigeur. Il est actuellement joueur dans l’organisation des Braves d’Atlanta. Il a déjà joué dans la Ligue majeure de baseball (MLB) pour les Cardinals de St. Louis, les Athletics d'Oakland et les Reds de Cincinnati.

## Carrière en amateur
Capel a fréquenté le lycée Seven Lakes à Katy, au Texas, et a joué dans leur équipe de baseball. En tant que senior, il a frappé .456 avec 36 points, 27 doubles et 23 buts volés. Il s'est engagé à jouer au baseball universitaire pour les Texas Longhorns. Il a été sélectionné par les Indians de Cleveland au cinquième tour du repêchage de la Ligue majeure de baseball de 2016, et il a signé avec eux pour la somme de 361 300 $, renonçant à son engagement envers le Texas,.

## Carrière professionnelle

### Les Indiens de Cleveland
Après sa signature, Capel a été affecté aux Indians de la Ligue de l'Arizona, au niveau Rookie, pour faire ses débuts professionnels. Au cours de la saison, il a affiché une moyenne de .210/.270/.290 avec 13 points produits et dix buts volés en 35 matchs. En 2017, il a joué pour les capitaines du comté de Lake de la ligue Midwest Single-A où il a frappé .246 avec 22 circuits, 61 points produits et un OPS de .795 sur 119 matchs. Il a commencé la saison 2018 avec les Lynchburg Hillcats de la High-A Carolina League.

### Les Cardinals de Saint-Louis
Capel a été échangé aux Cardinals de Saint-Louis le 31 juillet 2018, avec Jhon Torres, en échange d' Oscar Mercado. Il a été affecté aux Cardinals de Palm Beach de la High-A Florida State League et y a terminé la saison. Au cours de 118 matchs entre Lynchburg et Palm Beach, il a frappé .257/.341/.376 avec sept circuits, 63 points produits et 15 buts volés. Capel a commencé la saison 2019 avec les Cardinals de Springfield de la Double-A Texas League. En juin, il a joué huit matchs avec les Memphis Redbirds de la Triple-A Pacific Coast League . Au cours de 106 matchs entre les deux équipes, Capel a frappé .248 avec 11 circuits et 47 points produits. Après la saison, il a joué dans la Ligue d'automne de l'Arizona pour les Glendale Desert Dogs.
En juillet 2020, Capel a signé pour jouer pour l'équipe du Texas de la Constellation Energy League, une ligue indépendante improvisée de 4 équipes créée à la suite de la pandémie de COVID-19 qui a provoqué l'annulation de la saison des ligues mineures. Il a frappé .200 avec un coup de circuit et six points produits en 27 matchs pour l'équipe du Texas. Pour la saison 2021, Capel est revenu à Memphis, avec une moyenne de .261/.342/.448 avec 14 circuits, 51 points produits et 17 doubles en 114 matchs. Il est revenu à Memphis pour commencer la saison 2022.
Le 27 juin 2022, les Cardinals ont sélectionné le contrat de Capel et l'ont promu dans les ligues majeures. Il a fait ses débuts en MLB ce soir-là en début de neuvième manche en tant que remplaçant défensif contre les Marlins de Miami. Il a enregistré son premier coup sûr en MLB le 29 juin avec un simple contre Sandy Alcántara des Marlins de Miami. Capel a frappé son premier home run en MLB le 4 juillet contre Jesse Chavez des Braves d'Atlanta à Truist Park. Le 6 septembre, Capel fut désigné pour une mission.

### Athlétics d'Oakland
Le 9 septembre 2022, Capel a été réclamé au ballottage par les Athletics d'Oakland. Après avoir fait ses débuts avec les A's, Capel est devenu le premier joueur de l'histoire de la franchise à porter le numéro 72.

### Les Reds de Cincinnati
Le 26 décembre 2023, Capel a signé un contrat de ligue mineure avec les Reds de Cincinnati. En 31 matchs avec les Louisville Bats de Triple-A, il a frappé .268/.397/.567 avec sept circuits, 16 points produits et six buts volés. Le 7 mai 2024, les Reds ont sélectionné le contrat de Capel, l'ajoutant à la liste des ligues majeures. En cinq matchs pour Cincinnati, il a réalisé 2 sur 8 (.250). Le 21 juin, Capel fut désigné pour une mission par les Reds. Il a été exempté des dérogations et a été envoyé directement à Louisville le 23 juin Capel a été libéré par l'organisation des Reds le 3 août.

## Vie personnelle
Le père de Capel, Mike Capel, a joué dans la Ligue majeure de baseball pour les Cubs de Chicago, les Brewers de Milwaukee et les Astros de Houston . En 2019, Capel et Kacy Clemens ont intenté une action en justice contre un bar de Houston, alléguant avoir été agressés par un videur ; ils ont gagné le procès et ont reçu 3,24 millions de dollars.